# Washington Wizards
Washington Wizards és un club de l'NBA amb seu Washington, DC. Participa en la Divisió Sud-est de la Conferència Est de l'NBA. Juguen al Verizon Center, un estadi de 20.000 espectadors, i juguen de blancs a casa i de blaus a fora. La temporada 2008-09 (24 de novembre), després d'una ratxa negativa de victòries-derrotes (1-11), Eddie Jordan fou destituït com a entrenador després de sis anys.
El nom original de l'equip era Washington Bullets (lit. Bales de Washington) però l'any 1995 es decidí rebatejar el club amb una denominació que no tingués connotacions violentes.

## Història del club
- Chicago Packers 1961-1962
- Chicago Zephyrs 1962-1963
- Baltimore Bullets 1963-1972
- Capital Bullets 1973-1974
- Washington Bullets 1974-1997
- Washington Wizards 1997-avui

### Els primers anys
L'equip actualment conegut com els Wizards va començar la seva trajectòria en la temporada 1961-62 com Chicago Packers. En la següent temporada van canviar el seu nom pel de Zephirs. A la següent es van traslladar a Baltimore, Maryland, i prendre el nom de Baltimore Bullets, sense cap relació amb l'antic club dels Bullets de les dècades del 1940 i 1950. En el seu primer any a Baltimore, van acabar en la quarta posició de la Divisió Oest.
Abans de començar la temporada 1964-65, els Bullets van tenir un gran èxit traspassant Terry Dischinger, Rod Thorn i Don Kojis als Detroit Pistons, a canvi de Bailey Howell, Don Ohl, Bob Ferri i Wali Jones, jugadors que van ajudar al fet que els Bullets guanyaven per primera vegada els playoffs (desempats), guanyant a St. Louis Hawks en primera ronda per 3-1, caient davant Los Angeles Lakers en la final de la Conferència Oest per 4-2.

### Finals dels 60 i principis dels 70

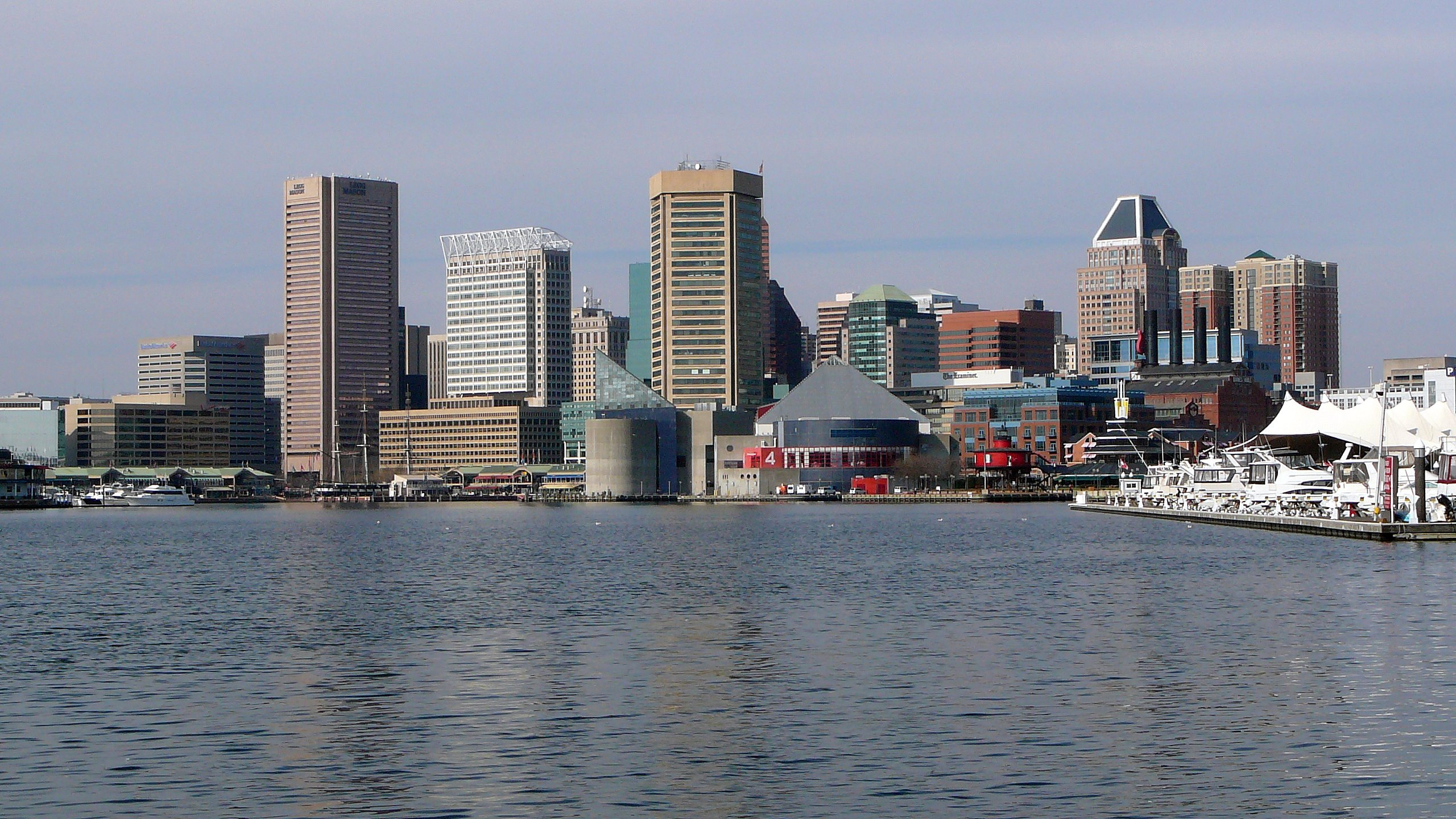
L'equip va estar localitzat a Baltimore des de 1963 fins a 1972.

El 1968 els Bullets aconsegueixen els serveis de dos futurs membres del Basketball Hall of Fame: Earl Monroe i Wes Unseld. L'equip es va millorar notablement, passant de 36 victòries en la temporada anterior a 57 en la 68/69, aconseguint Unseld
 els premis de Rookie de l'Any i MVP en el mateix any. Els Bullets van afrontar els playoffs amb altes expectatives, però aviat es van enfonsar en ser eliminats pels New York Knicks en primera ronda. En la següent temporada tornarien a creuar-se en la mateixa ronda, els Knicks van sortir de nou victoriosos al setè partit.
La temporada 1970-71, després d'una discreta temporada regular que va acabar amb un balanç de 42 partits guanyats per 40 perduts, van tornar a trobar-se a l'equip de Nova York en playoffs, aquesta vegada a les Finals de Conferència. Amb el capità dels Knicks, Willis Reed, lesionat, els Bullets van prendre avantatge, però van acabar al setè i definitiu partit al Madison Square Garden de Nova York. Després d'un partit igualat, una canasta de Gus Johnson en els últims segons va servir per guanyar 93-91 i posar l'equip de la capital per primera vegada en unes finals de l'NBA, on van ser literalment escombrats per uns potents Milwaukee Bucks, amb Oscar Robertson i Lew Alcindor com a estrelles.

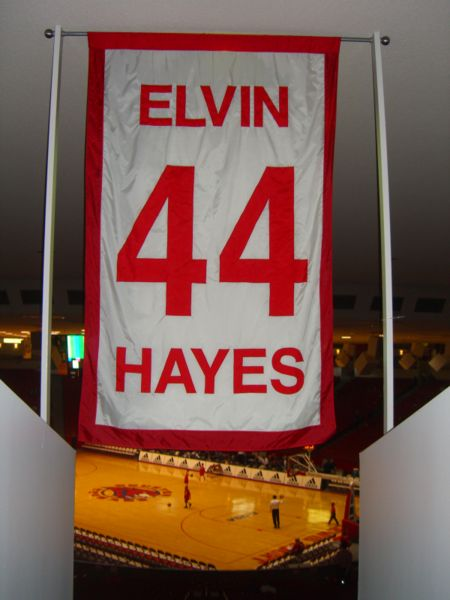
LHall of Famer Elvin Hayes va guanyar un anell amb els Bullets el 1978.

Fins i tot després de traspassar Monroe, els Bullets van continuar classificant-se pels playoffs al llarg de la dècada del 1970. Van millorar radicalment amb la contractació d'Elvin Hayes, procedent de Houston Rockets i l'adquisició en el draft de Kevin Porter. Aquesta temporada van obtenir el títol de campions de la Divisió Central per tercer any consecutiu, caient derrotats per uns Knicks amb Earl Monroe en les seves files, que fet i fet van guanyar el campionat de 1973.
El 1973 es traslladarien a Landover a l'estat de Maryland i prenen el nom de Capital Bullets, nom que canviaria l'any següent pel de Washington Bullets.
Un balanç de 60 victòries i 22 derrotes va permetre als Bullets tornar als playoffs en la temporada 1974-75, amb un balanç a casa de 36-5. En primera ronda van sobreviure a un esgotador duel a 7 partits contra Buffalo Braves, i a la final de la Conferència Est van eliminar els vigents campions, Boston Celtics, en sis partits, accedint a la gran final. Els Bullets hi partien com a favorits davant Golden State Warriors, però aquests, liderats per Rick Barry, els van atropellar per 4-0.
En la següent temporada van guanyar dotze partits menys que l'anterior campanya, però van ser eliminats en primera ronda de playoffs pels Cleveland Cavaliers. Al final de la temporada, els Bullets van destituir l'entrenador K.C. Jones, malgrat tenir un 62% de victòries en la seva etapa al club. Dick Motta es va encarregar de reemplaçar-lo en la temporada 1976-77, encara que per segon any consecutiu no van guanyar la Divisió Central. Hayes va finalitzar en la sisena posició en la llista de màxims rebotadors amb 12,5 per partit. En els playoffs de 1977, els Bullets van caure eliminats en la segona ronda davant Houston Rockets per 4-2 després d'haver superat els Cavaliers la sèrie anterior.

### El campionat de 1978
Malgrat tenir als futurs Hall of Fame Elvin Hayes i Wes Unseld en l'equip, els Bullets van finalitzar la temporada regular amb un balanç de 44-38 i no eren un dels màxims aspirants al títol de l'NBA. Malgrat això, Motta va dir la famosa frase «no finalitza fins que la senyora grossa canta». Aquesta frase és molt popular en els esports, significa que no s'ha de suposar el resultat d'una activitat fins que aquesta finalitza.
Els Bullets van eliminar en primera ronda fàcilment els Atlanta Hawks per 2-0, per posteriorment vèncer en les dues següents eliminatòries per idèntic resultat, 4-2, tant els San Antonio Spurs com els Philadelphia 76ers i, davant tots els pronòstics, colar-se en les Finals de l'NBA.
S'hi van enfrontar els Seattle SuperSonics. Els de la capital van perdre per 3-2, però en el sisè partit els Bullets es van donar un homenatge escombrant 117-82 els Sonics a casa. Ja a la setena i definitiva trobada, Washington va vèncer i amb això va arribar el primer campionat de la història del club. Wes Unseld va ser nomenat MVP de les Finals.
En la següent temporada els Bullets es van mudar a la Divisió Atlàntic, i van guanyar així el títol de divisió en la seva primera campanya. Van entrar als playoffs tot i haver perdut 8 dels últims 11 partits de la temporada regular, encara que van aconseguir un balanç positiu de 54-28. Els Bullets van arribar per segon any consecutiu a les Finals després d'eliminar els Spurs en les Finals de Conferència en una dura sèrie a set trobades. Aquesta vegada, de nou davant els Sonics, l'equip no va poder defensar el campionat en perdre 4-1 en les Finals.

### 1979-1988
Però l'època de lesions finalment va arribar a Washington. La temporada 1979-80, els Bullets es van classificar pels playoffs en la sisena posició amb un balanç de 39-43, sent eliminats tot just començar pels Philadelphia 76ers. L'any següent, l'equip no es va classificar per la postemporada per primera vegada en tretze anys. Unseld es va retirar i Hayes va ser traspassat als Houston Rockets en la següent campanya.
El 1981 els Bullets van començar a jugar forts i agressius sota la direcció de Gene Shue i Do Habiten i van finalitzar la temporada regular amb un esperançador 43-39, encara que, malgrat arribar fins a les Semifinals de Conferència, l'equip havia perdut la brillantor i el joc que els va caracteritzar en la dècada dels 70. A l'any següent, els Bullets van signar un positiu 42-40, però van fallar a l'hora d'accedir als playoffs a causa de la competitivitat en la Divisió Atlàntic i en la Conferència Est.
Els dos anys següents, els Bullets van realitzar un bàsquet mediocre, finalitzant la temporada regular amb rècords negatius, però així i tot entrant en playoffs. En tots dos anys, van ser eliminats en primera ronda.
El 1985 l'equip va adquirir el pivot sudanès Manute Bol l'especialitat del qual eren els taps. Aquest any, va tapar 397 llançaments (rècord) dels 716 de l'equip (rècord del club també), però els Bullets van fracassar amb un balanç de 39-43 i van ser eliminats en primera ronda pels 76ers. En un clar intent de millora, l'equip va traspassar Jeff Ruland a Philadelphia pel pivot Moses Malone, que lideraria els Bullets en anotació amb 24,1 punts per partit en la següent temporada. Formava una gran parella anotadora amb Jeff Malone (22 punts per partit). Aquell any, els Bullets van obtenir una última campanya amb balanç positiu (42-40) fins al 1997. Als playoffs van ser eliminats pels Detroit Pistons en tres partits.
Els Bullets van seleccionar Muggsy Voguis en la dotzena posició del Draft de 1987. Aquest és el jugador de menor alçada de la història de l'NBA amb 1,60 metres. Sota la tutela de Kevin Loughery, l'equip va signar un fluix inici de temporada, tot i ser acomiadat al 27è partit de la temporada amb un trist 8-19. Per reemplaçar Loughery, els Bullets van contractar Wes Unseld, un vell conegut de l'afició de la capital. Amb l'exjugador com a entrenador, l'equip va millorar i va aconseguir els playoffs amb un balanç final de 38-44. Després de perdre els dos primers partits en primera ronda davant dels Pistons, els Bullets van reaccionar i van forçar el cinquè partit després de dues victòries a casa. No obstant això, van perdre en el decisiu partit per un marge de 21 punts. Washington trigaria nou anys a tornar a viure un partit de playoffs.

### 1989-1997
Els Bullets van començar amb un 5-1 el 1989, però les esperances de signar una bona temporada van desaparèixer en perdre 16 de 18 partits des de mitjan desembre fins a mitjan gener. Van finalitzar amb un balanç de 31-51 malgrat el nivell estel·lar mostrat per Jeff Malone i Bernard King, els quals van fer una mitjana de 24,3 i 22,3 punts per nit respectivament.
En la temporada 1990-91, l'equip va aconseguir 30 victòries, però la nota agradable la va posar King, que es va recuperar totalment de l'operació de genoll a la qual es va sotmetre quan era jugador dels Knicks en la campanya 1984-85. Va finalitzar tercer de la lliga en anotació amb una mitjana de 28,4 punts per partit. El 1991, Susan O'Malley esdevé la primera dona a presidir un club en la història de l'NBA. És la germana de Peter O'Malley, actual propietari dels Los Angeles Dodgers, i filla de l'antic propietari dels Dodgers Walter O'Malley.
Un any després,els jugadors clau com Rex Chapman, Calbert Cheaney i Pervis Ellison van patir lesions. El resultat va ser un pèssim 24-58, però l'ajuda estava en camí.
Els Bullets van seleccionar Juwan Howard al Draft de 1994 i van traspassar Tom Gugliotta juntament amb tres primeres rondes als Golden State Warriors per Chris Webber. Amb la temporada ja començada, Webber es va lesionar a l'espatlla, irònicament davant els Warriors, i va quedar fora de joc durant 19 partits. Els Bullets finalment van acabar amb un negatiu 21-61, mentre que Webber va fer una mitjana de 20,1 punts i 9,6 rebots per partit, però va declinar operar-se de la seva dislocada espatlla. Aquesta decisió la va pagar cara el jugador, ja que abans de començar la temporada 1995-96, Webber va tornar a lesionar-se a l'espatlla en un partit de pretemporada davant dels Indiana Pacers i va començar la temporada en la llista de lesionats. Va ser activat el 27 de novembre, però va tornar a recaure un mes després. Finalment, Webber va acceptar operar-se l'1 de febrer de 1996, per la qual cosa es perdia la resta de temporada. Els Bullets van aconseguir un 9-6 amb Webber, que va obtenir una mitjana de 23,7 punts, 7,6 rebots, 5 assistències i 1,8 robatoris en 37,2 minuts per partit. Altres jugadors com Mark Price (només va jugar set partits) i Robert Pack (31 partits jugats) van ser víctimes de lesions. L'optimisme va arribar amb el rookie Rasheed Wallace, i amb el joc estel·lar de Howard, amb una mitjana de 22,1 punts i 8,1 rebots, i disputant l'All-Star Game. Els Bullets van signar un balanç de 39-43, però van quedar fora dels playoffs.
Washington presumia de tenir el jugador més alt de la lliga, el pivot romanès Gheorghe Muresan de 2,32 metres, dos alers atlètics com Howard i Webber, i un dels millors bases de la lliga, Rod Strickland. Els Bullets van començar amb un 22-24, per la qual cosa l'entrenador Jim Lynam va ser acomiadat, i va ser reemplaçat per Bernie Bickerstaff, que va treballar com a assistent quan l'equip va guanyar el campionat de 1978. Amb Bickerstaff, els Bullets van respondre, guanyant 16 dels últims 21 partits i finalitzant amb un rècord de 44-38, el millor des de la temporada 1978-79. Després d'una llarga sequera, l'equip tornava als playoffs, on va ser eliminat en primera ronda pels Chicago Bulls en tres partits, que van perdre per un total de tan sols 18 punts de diferència.
Webber va liderar l'equip en anotació (20,1), rebots (10,3) i taps (1,9), fent la seva primera aparició a l'All-Star Game. Howard va fer una mitjana de 19,1 punts i 8 rebots per partit, mentre que Strickland va aportar 17,2 punts i 1,74 robatoris de pilota, finalitzant a més en cinquena posició en assistències de la lliga amb 8,9 per partit. Muresan va liderar l'NBA en percentatge de tirs de camp amb un 59,9%. Els Bullets també van rebre les valuoses contribucions de Calbert Cheaney (10,6 punts per partit) i Tracy Murray (10 punts).

### Els Bullets esdevenen els Wizards
El 1995 el propietari Abe Pollin va anunciar que el club seria reanomenat a causa que Bullets (bales) era un nom violent (en resposta a les declaracions del còmic David Letterman, que va suggerir que l'equip s'anomenés simplement The Bullets). Es va obrir una competició per triar el nou nom, amb cinc opcions: Dragons (dracs), Express (expressos), Stallions (sementals), Sea Dogs (gossos de mar) o Wizards (mags). El 15 de maig de 1997, els Bullets oficialment es van convertir en els Wizards. El canvi va generar una mica de controvèrsia a causa que wizard és el títol amb el qual es coneixia el cap del Ku Klux Klan a l'època de la Reconstrucció. Un nou logotip va ser dissenyat i els colors van ser canviats del tradicional vermell, blanc i blau a blau, negre i bronze, els mateixos colors que Washington Capitals, equip d'hoquei sobre gel també en possessió de Pollin. Aquest mateix any l'equip es va mudar al MCI Center, ara conegut com a Verizon Center, pavelló que també alberga els partits dels Capitals de l'NHL, de les Washington Mystics de la WNBA i de l'equip masculí de bàsquet universitari Georgetown Foies.
El 1998 els Wizards es van convertir en l'equip germà de les Mystics.

### Caiguda a la fi dels 90

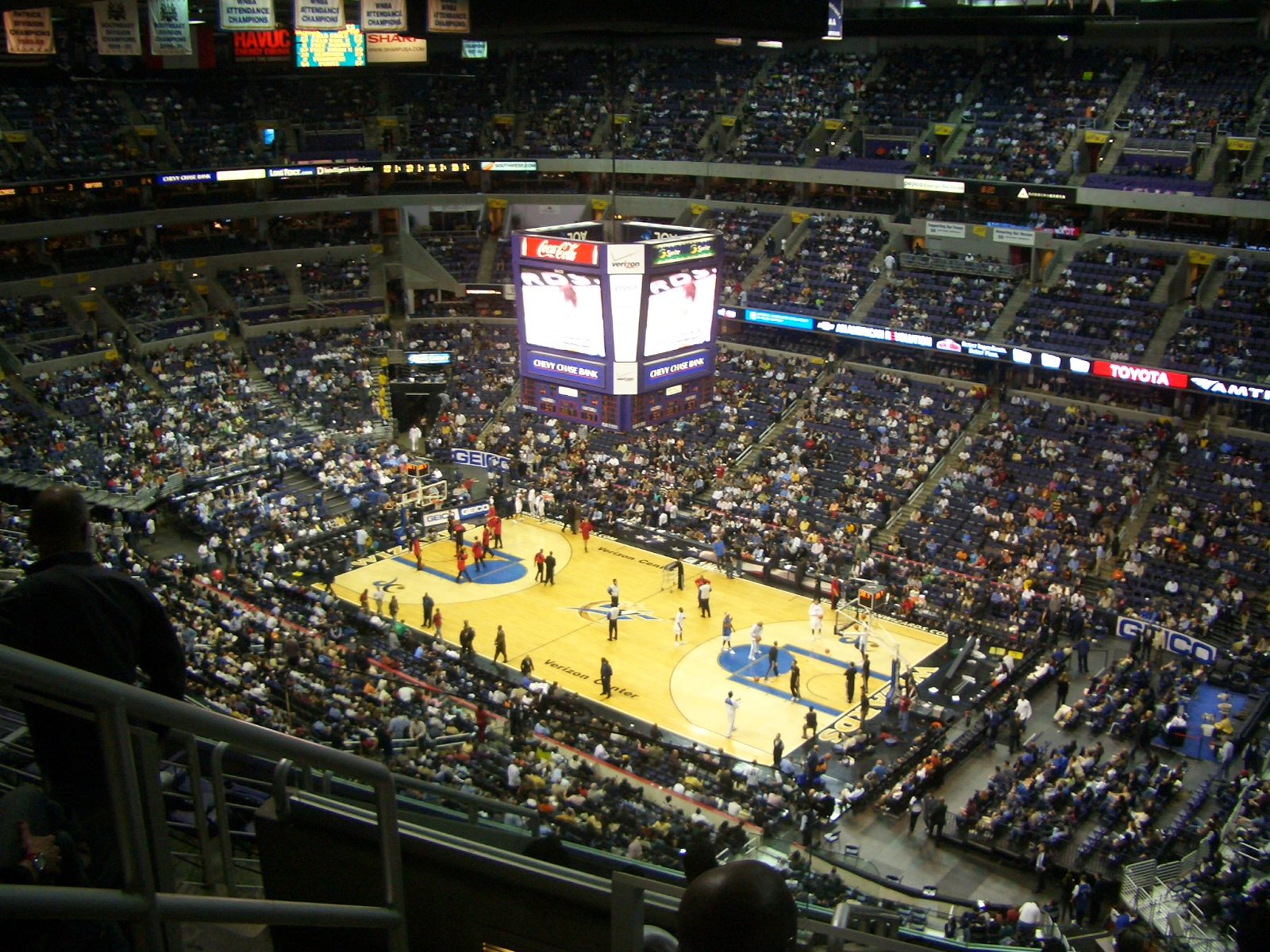
Verizon Center, anteriorment conegut com MCI Center, és el pavelló de l'equip des de 1997.

Els Wizards van començar la temporada 1997-98 jugant els primers cinc partits de casa a l'US Air Arena abans de mudar-se definitivament al nou MCI Center el 2 de desembre de 1997. Els Wizards van finalitzar la temporada amb un 42-40, incloent quatre victòries consecutives al final de la mateixa però quedant fora dels llocs de playoffs. El millor dels Wizards va ser Webber, que va liderar l'equip amb 21,9 punts i 9,5 rebots. Strickland va liderar la lliga en assistències amb 10,5 per partit, però va sofrir una lesió a prop del final de la temporada regular. Murray va fer una mitjana de 15,1 punts sortint des de la banqueta, incloent una anotació de 50 punts davant els Warriors. El maig de 1998, Webber va ser traspassat als Sacramento Kings per Mitch Richmond i Otis Thorpe.
En l'escurçada temporada del tancament patronal, la de 1999, els Wizards van signar un balanç de 18-32. Richmond va liderar l'equip en anotació amb 19,7 punts per partit. En la següent campanya, el rècord va ser de 29-53, començant l'equip a entrar en un pou del que els costaria sortir. Richmond va fer una mitjana de 17,4 punts per nit, mentre que el rookie Richard Hamilton va liderar l'equip en anotació amb 18,1 punts per partit. Els Wizards van signar un paupèrrim 19-63, el pitjor del club.
El 23 de febrer de 2001, els Wizards van patir un llarg traspàs. L'equip enviava Howard, Obinna Ekezie i Calvin Booth als Dallas Mavericks en bescanvi de Hubert Davis, Courtney Alexander, Christian Laettner, Loy Vaught i Etan Thomas, a més de 3 milions de dòlars.

### Els anys de Michael Jordan

#### 2001-02
Després del seu retir com a jugador professional el 1999, Michael Jordan va esdevenir President d'Operacions de Bàsquet dels Wizards, a més de propietari de minoria, el gener de 2000. No obstant això, al setembre de 2001 va sorprendre en anunciar el seu retorn a les pistes amb 38 anys i amb la samarreta dels Wizards. Jordan va declarar que tornava «per amor al joc». A causa de les regles de l'NBA, va haver de desfer-se de qualsevol propietat de l'equip. Abans de l'All-Star, Jordan era un dels dos únics jugadors de la lliga en fer una mitjana de més de 25 punts, 5 assistències i 5 rebots, liderant els Wizards a un balanç de 26-21. Desafortunadament, després de l'All-Star, Jordan es va lesionar el genoll i va finalitzar la temporada en la llista de lesionats. Els Wizards van acabar amb un registre de 37-45. Així i tot, Jordan va ajudar l'equip a guanyar 18 partits més que la temporada anterior.

#### 2002-03
Jordan va anunciar que jugaria una temporada més, i aquesta vegada l'equip va ser àmpliament reforçat amb Jerry Stackhouse i Larry Hughes. Fins i tot Jordan va acceptar un rol de sisè home perquè el seu tocat genoll pogués aguantar el ritme de competició. No obstant això, una sèrie de nombroses lesions en l'equip i un mal joc va fer que Jordan tornés al quintet titular. Malgrat el seu esforç, els Wizards van obtenir el mateix balanç que la temporada anterior, per la qual cosa van quedar fora dels playoffs una vegada més. Jordan va finalitzar la campanya com l'únic de l'equip a jugar els 82 partits, amb una mitjna de 20 punts, 6,1 rebots, 3,8 assistències, 1,5 robatoris i 37 minuts de joc.

#### Sortida de l'equip
Després de la temporada 2002-03, el propietari Abe Pollin, sorprenentment, va acomiadar Jordan com a president de l'equip. Jordan es va sentir traït. Havia pensat que després dels seus dies com a jugador recuperaria la seva part de propietat de l'equip, però Pollin va justificar l'acomiadament perquè Jordan tindria efectes perjudicials per a l'equip, com la suplència de Hughes per Tyronn Lue, els seus pobres traspassos, i l'haver malgastat una elecció en primera posició de draft amb Kwame Brown, que mai va complir amb el previst.
Sense Michael Jordan, l'equip no tenia cap credibilitat, per la qual cosa la temporada 2003-04 va ser dolenta. Malgrat l'arribada de Gilbert Arenas, els Wizards van aconseguir un pobre 25-57.
Washington va fitxar Eddie Jordan com a entrenador i Ernie Grunfeld en el lloc de general manager. Kwame Brown va ser traspassat el 2005 als Los Angeles Lakers per Caron Butler.

### El ressorgiment de la mà d'Arenas

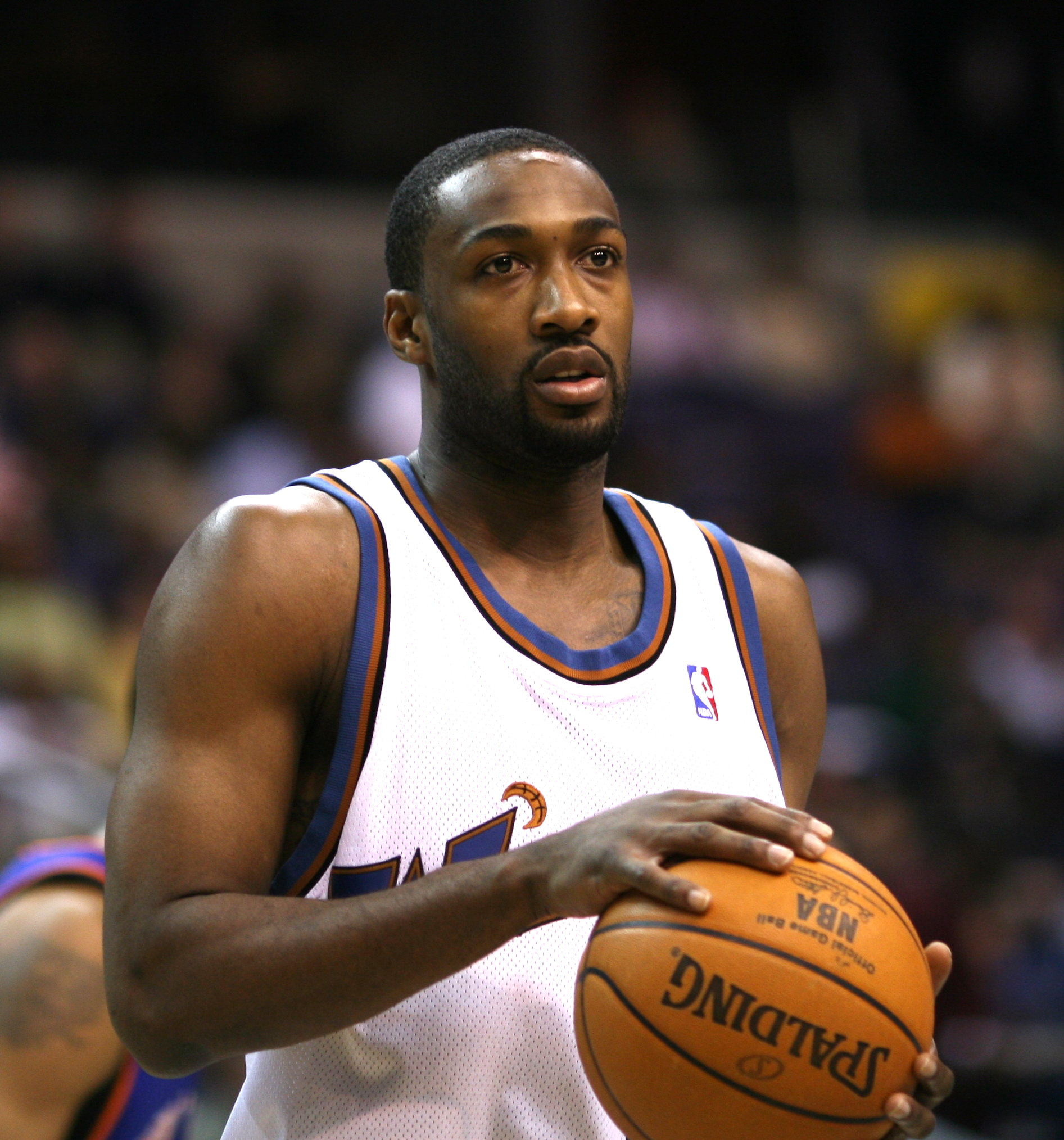
Gilbert Arenas va arribar a l'equip el 2003.

#### 2004-05
En la temporada 2004-05, ja en la nova Divisió Sud-est, els Wizards van començar a aixecar cap després de diversos anys en el pou de la lliga. Van aconseguir el millor balanç dels últims 26 anys, amb 45-37, i van accedir als playoffs per primera vegada amb el nom de Wizards. Abans del començament de la temporada regular, el club va traspassaa Jerry Stackhouse, Christian Laettner i els drets de Devin Harris als Dallas Mavericks per Antawn Jamison. Durant la campanya, el trio anotador format per Arenas, Jamison i Hughes va ser el millor de la lliga i va rebre el sobrenom de «Gran Trio». Hughes va liderar l'NBA en robatoris de pilota amb 2,89 per partit, i Arenas i Jamison van ser seleccionats per disputar l'All-Star Game. Van ser els primers jugadors dels Wizards a aconseguir-ho des que Jeff Malone i Moses Malone ho havien fet el 1987.
Amb una victòria per 93-82 davant Chicago Bulls el 13 d'abril de 2005, els Wizards oficialment es van classificar pels playoffs per primera vegada des de 1997. Les 16.000 entrades pels playoffs es van esgotar en dues hores i mitja. Al tercer partit de la primera ronda davant els Bulls, els Wizards van guanyar la seva primera trobada de postemporada des de 1988. Així va començar una remuntada que els faria passar de ronda. Després de perdre els dos primers partits, els Wizards van donar la volta a l'eliminatòria vencent en els següents quatre partits, inclòs el cinquè amb un tir de Sorres en la botzina per donar la victòria als de la capital. Washington va ser un dels dotze equips en la història de la lliga que han aconseguit guanyar una sèrie de playoffs després de perdre 0-2. En segona ronda, els Wizards van caure per 4-0 davant Miami Heat, prèviament l'equip amb millor rècord de la Conferència Est.

#### 2005-06

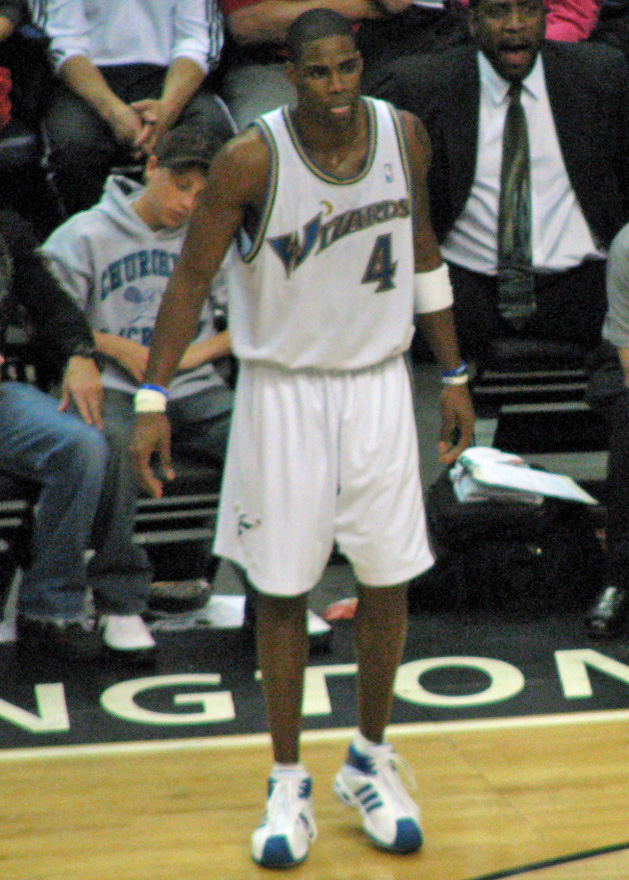
Antawn Jamison en un partit dels Wizards.

La temporada 2005-06 va estar plena d'alts i baixos. Durant la pretemporada, els Wizards van adquirir Caron Butler, procedent dels Lakers, i Antonio Daniels. Posteriorment, el trio dels Wizards va tornar a ser el més anotador de la lliga, aquesta vegada amb Butler en lloc de Hughes. L'equip va començar amb un balanç de 5-1, continuant amb un pobre 8-17 per establir-se en 13-18 en els primers 31 partits de lliga. Però en els següents 18 partits, els Wizards van guanyar 15 i van arribar el 5 d'abril amb un rècord de 39-35. Quan es pensava a superar la marca de la temporada anterior, Butler va sofrir una lesió que li va apartar de les pistes durant cinc partits, tots ells resumits en derrota. Després del retorn de Butler, els Wizards van acabar amb un 42-40 i cinquens a l'Est. L'equip va fer una mitjana durant la temporada regular de 101,7 punts per partit, tercers de la lliga, i es van classificar pels playoffs per segon any consecutiu, una cosa que no aconseguien des de 1987.
En primera ronda els va tocar Cleveland Cavaliers, sent una de les sèries més igualades dels playoffs. Els equips van arribar al tercer partit amb l'eliminatòria igualada. En aquest partit al Verizon Center, LeBron James va anotar una canasta mancant 5,7 segons per al final, el que donava la victòria als Cavaliers per un ajustat 97-96. La quarta trobada va ser similar: Arenas va anotar 20 punts a l'últim quart i els Wizards van guanyar 106-96. Al cinquè i sisè partit, Cleveland va prendre el control, ambdós partits es van dedicir per un punt en la pròrroga.
Malgrat que els Wizards manaven en el marcador per 107-100 mancant un minut i 18 segons en la cinquena trobada, l'equip es va enfonsar i Butler va manar el partit a la pròrroga amb una canasta mancada de 7,5 segons, on James va donar la victòria als Cavs anotant durant l'últim segon. Al sisè partit, després de diverses remuntades de tots dos conjunts, el partit es va tornar a decidir en la pròrroga, aquesta vegada gràcies a Arenas. El base hi va fallar dos tirs lliures mentre que James se'n mofava en la línia. Cleveland va agafar el rebot i Damon Jones va anotar una canasta a 4,8 segons de la fi de la partida. Després de la posterior fallada de Butler, la sèrie va ser pels Cavaliers i els Wizards van quedar eliminats.

#### 2006-07
La temporada 2006-07 va ser molt prometedora per al club. Van fitxar en pretemporada els agents lliures DeShawn Stevenson i Darius Songaila. L'equip va començar la temporada amb un trist 0-8, remuntant amb un 4-9 el novembre i un 22-9 el desembre i gener. El 17 de desembre, Arenas va anotar 60 punts, rècord del club, davant dels Lakers. Tant el jugador com Eddie Jordan van ser nomenats jugador i entrenador del mes de desembre, respectivament. Tant el 3 de desembre com el 15, Arenas va encertar un triple en la botzina per donar la victòria als Wizards davant Milwaukee Bucks i Utah Jazz.

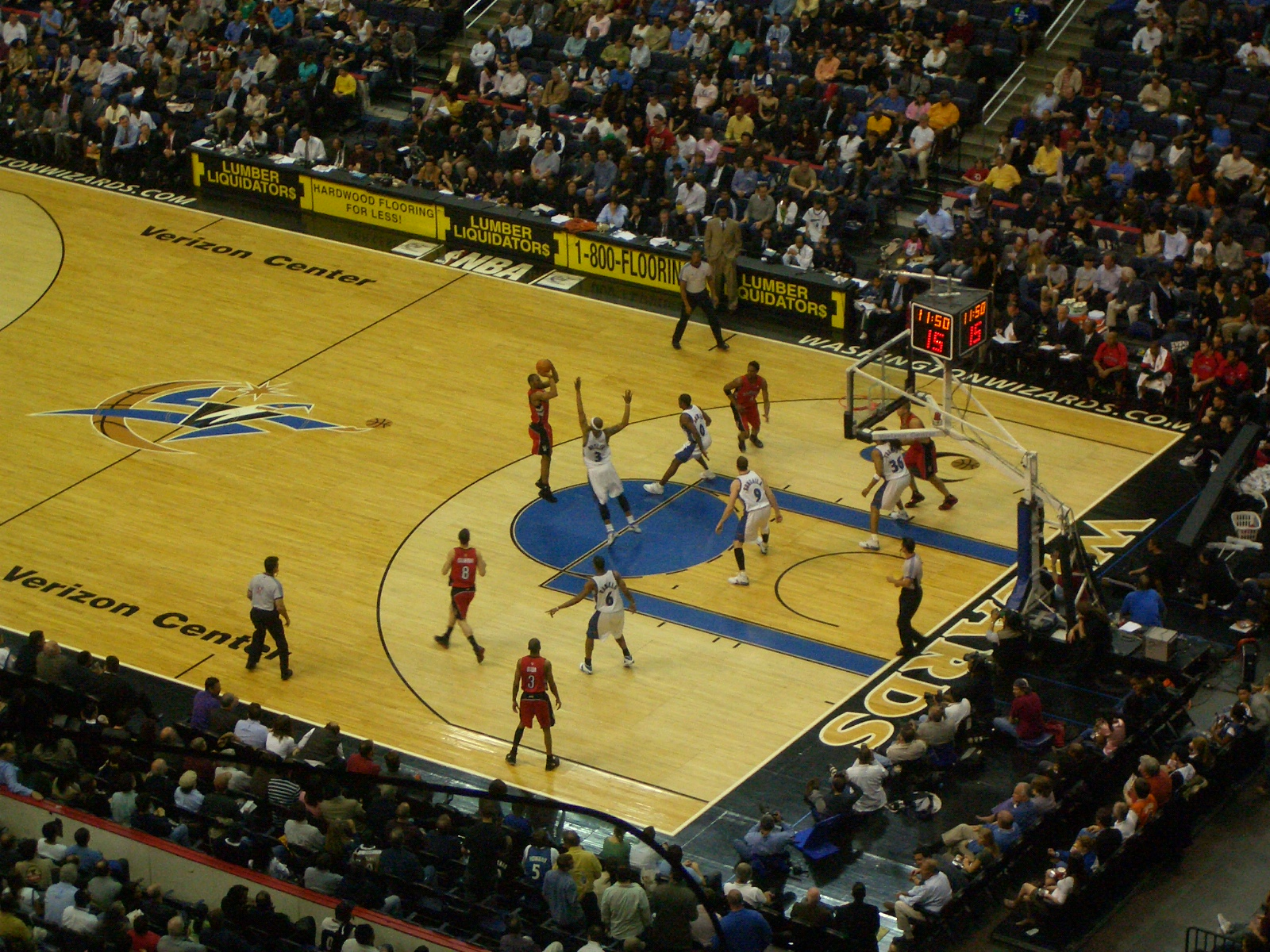
Partit davant Toronto Raptors el 30 de març de 2007.

El 30 de gener, Jamison es va lesionar el genoll esquerre en la victòria davant Detroit Pistons. Sense ell, Washington va signar un 4-8 en dotze partits. Setmanes després, Jordan va ser el primer entrenador del club a dirigir el partit de l'All-Star des de Dick Motta el 1979. Arenas va jugar el seu tercer All-Star Game de l'NBA consecutiu i Butler va fer el seu debut.
El 14 de març, Butler va sofrir una lesió de genoll i va ser fora de les pistes durant sis partits. Després de tornar i jugar tres partits, es va fracturar la mà dreta l'1 d'abril davant dels Bucks. Tres dies després, el torn li va tocar a Arenas, que va dir adéu a la temporada. Malgrat les lesions, els Wizards van reeixir els playoffs amb un balanç de 41-41 i setens de la Conferència Est. En primera ronda, amb Jamison pràcticament sol en el minvat equip, van ser eliminats pels Cleveland Cavaliers en quatre partits.
L'equip va gaudir de la millor temporada en assistència al pavelló després que Michael Jordan se'n havia anat, amb una mitjana de 18.372 espectadors per partit (un total de 753.283).

### Dues paupèrrimes temporades (2008-2010)

#### 2008-09
En la pretemporada de la 2008-09, els Wizards van renovar Gilbert Arenas i Antawn Jamison, a més d'adquirir en el draft JaVale McGee.
Al setembre, Arenas va ser operat al genoll esquerre, i va perdre cinc mesos de competició, abans de retornar el març de 2009. El pivot Brendan Haywood es va perdre sis mesos per lesió. Els Wizards van tenir un començament penós, perdent 15 dels 19 partits, de manera que al novembre, l'entrenador Eddie Jordan va ser acomiadat. Va ser reemplaçat per l'interí Ed Tapscott. Els Wizards van adquirir el desembre Javaris Crittenton i Mike James, però els Wizards no van aixecar el cap i van acabar la temporada amb un 19-63, el pitjor rècord de la història del club.

#### 2009-10
A l'abril de 2009, Flip Saunders esdevé el nou entrenador de l'equip. Els Wizards van adquirir Randy Foye i Mike Miller de Minnesota Timberwolves per Darius Songaila, Etan Thomas, Oleksiy Pecherov i una primera ronda de draft. El desembre de 2009, Arenas va ser arrestat per tinença d'armes a la seva taquilla i no respectar la prohibició de l'NBA d'introduir armes a l'estadi. El gener, es va descobrir que Arenas i el seu company Crittenton havien jugat amb les armes abans d'un partit contra els Philadelphia 76ers. El febrer de 2010, després d'un global de 17-33, els Wizards van traspassar Caron Butler, Haywood i DeShawn Stevenson als Dallas Mavericks per Josh Howard, Drew Gooden, Quinton Ross i James Singleton. Al seu torn, van intercanviar Jamison als Cleveland Cavaliers per Zydrunas Ilgauskas, però aquest no va signar el contracte i va tornar als Cavaliers. Amb Arenas suspès, i amb Butler, Jamison i Stevenson traspassats, els Wizards van acabar amb un global de 26-56.

### Nous colors, mateix rumb

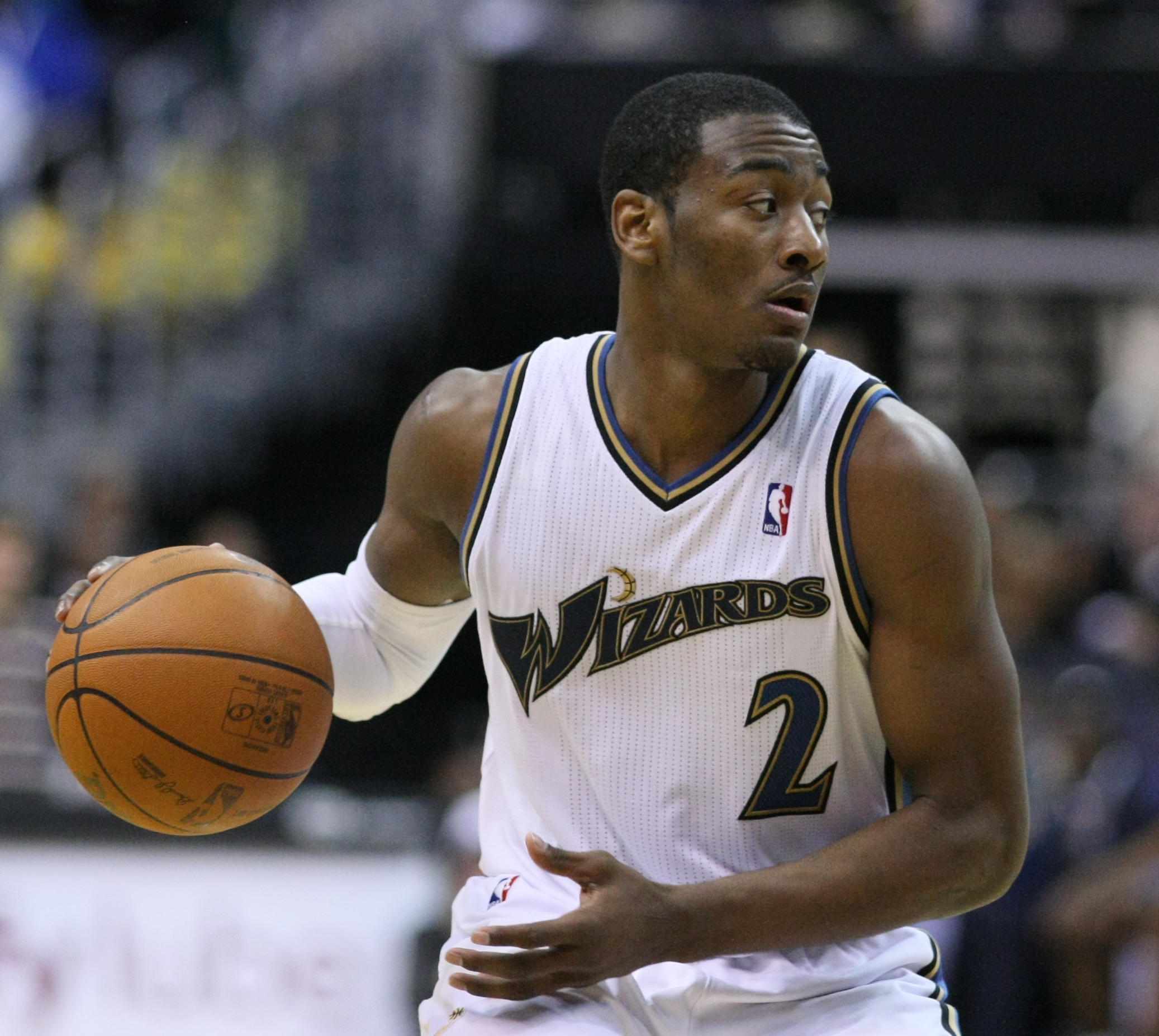
John Wall, escollit com a número 1 del draft de 2010.

#### 2010-11
Abans de la temporada, el propietari dels Wizards, Ted Leonsis, va afirmar el seu desig de tornar a utilitzar els colors de l'etapa dels Bullets, i fins i tot retornar aquest nom a l'equip. El president Ernie Grunfeld, va confirmar el canvi per a la temporada 2011-12.
Al draft de 2010, els Wizards van escollir com a número u el base John Wall, a més d'adquirir Kirk Hinrich i els drets de Kevin Seraphin, procedent dels Chicago Bulls.
El desembre d'aquest any, els Wizards van traspassar Gilbert Arenas, als Orlando Magic per Rashard Lewis. Hinrich va partir a Atlanta Hawks per Jordan Crawford, Mike Bibby, Maurice Evans i primera ronda de draft.
La temporada va ser de nou mediocre pels Wizards, amb importants jugadors com Josh Howard o Lewis lesionats gran part de la temporada, els de la capital van acabar amb un 23-59.

#### 2011-12
Al maig de 2011, es van presentar els nous colors i disseny de vestimenta, basats en els colors dels anys de glòria dels Bullets, a la fi dels 70 i principi dels 80. Malgrat tot, no es va fer cap al·lusió a retornar el nom dels Bullets a l'equip, tal com ho havia volgut Ted Leonsis.
El canvi de colors no va canviar el rendiment de l'equip, de manera que el novembre, Flip Saunders va ser acomiadat i reemplaçat per l'interí Randy Wittman. El març de 2012, els Wizards van traspassar JaVale McGee i Ronny Turiaf als Denver Nuggets pel pivot brasiler Nenê. Els Wizards van finalitzar amb un pèssim 20-46, el segon pitjor rècord del club, encara que superat pel 7-59 dels Charlotte Bobcats.

#### 2012-13
Per la temporada 2012-13, els Wizards van adquirir en el draft Bradley Beal en tercera posició. Es van desprendre de l'inoperant Rashard Lewis, el qual va ser enviat als New Orleans Hornets bescanviat per Emeka Okafor, Trevor Ariza i segona ronda de draft. El 21 de febrer de 2013 van traspassar un dels seus millors jugadors Jordan Crawford als Boston Celtics a canvi de l'escorta Leandro Barbosa i el pivot Jason Collins. Van començar la temporada sense John Wall la qual cosa va fer que van tenir un rècord paupèrrim però amb ell recuperat han guanyat la meitat de partits, malgrat tenir l'equip molts problemes amb les lesions.

## Pavellons
- International Ampitheatre (1961-1962)
- Chicago Coliseum (1962-1963)
- Baltimore Civic Center (1963-1973)
- USAir Arena (1973-1997)
- Capital One Arena (abans anomenat MCI Center i Verizon Center) (1997-avui)